# Nature morte au pot de grès
Nature morte au pot de grès est un tableau réalisé par le peintre français Paul Cézanne en 1874. Cette huile sur toile est une nature morte qui représente une surface horizontale partiellement recouverte d'une nappe blanche sur laquelle sont posés un pot en grès, un verre, un couteau et sept fruits. Autrefois la propriété de Paul Gachet puis Jacques Doucet, l'œuvre est conservée depuis 1996 au musée Angladon d'Avignon, dans le Vaucluse.